# Naviris
Naviris es una empresa de construcción naval, una joint venture creada a finales de 2019 a partes iguales por la francesa Naval Group y la italiana Fincantieri. Celebró su primera junta el 14 de enero de 2020. La sede central se instaló en Génova, con una subsidiaria radicada en Ollioules. La empresa planteó entonces como proyectos el acometer el programa MLU de las fragatas Clase Horizon francesas e italianas y el desarrollo de la nueva corbeta de patrulla europea.